# لويس رودريغيز (لاعب كرة قاعدة)
لويس رودريغيز (بالإسبانية: Luis Rodríguez)‏ هو لاعب كرة قاعدة فنزويلي، ولد في 27 يونيو 1980 في سان كارلوس، فنزويلا ‏ في فنزويلا.

## وصلات خارجية
- لويس رودريغيز على موقعبيزبول رفرنس.كوم (الدوري الرئيسي) (الإنجليزية)
- لويس رودريغيز على موقعبيزبول رفرنس.كوم (الدوري الثانوي) (الإنجليزية)